# Мартинес, Марианна фон
Марианна фон Мартинес, также Марианна Мартинес, Ана Каталина Мартинес или Нанетт Мартинес (нем. Marianna von Martines, нем. Marianna Martines, нем. Ana Catalina Martínez, нем. Nannette Martinez; 4 мая 1744, Вена, Священная Римская империя — 13 декабря 1812, Вена, Австрийская империя) — австрийский композитор, клавесинист и сопрано.

## Биография
Отец Марианны Мартинес был церемонийме́йстер нунция в Вене и друг итальянского либреттиста и драматурга Пьетра Метастазио.
Метастазио поощрял обучение Марианны Мартинес, особенно в литературе и музыке. Кроме того, Марианна получила уроки от Йозефа Гайдна и Джузеппе Бонно. Она была знакома  с важными личностями в политике, культуре и обществе. Между прочим, она играла для императрицы Марии Терезии. По крайней мере раз в неделю она давала музыкальные вечера в своем доме.
До смерти Марианна Мартинес жила со своей сестрой. Метастасио умер в 1782 году и оставил свое состояние сестрам.

## Сочинения
- 2 оратории
- 4 мессы
- 6 мотеток
- 3 сонаты для клавесина
- 1 клавишный концерт
- 1 симфония
- различные кантаты